# Robbie Fruean

a Compétitions nationales et continentales officielles uniquement.

Dernière mise à jour le 7 mars 2018.
Robert Fruean  dit Robbie Fruean, né le 13 juillet 1986 à Wellington, est un joueur de rugby à XV néo-zélandais qui évolue au poste de centre ou d'ailier.

## Biographie
Freuan débute dans le championnat NPC avec Wellington en 2007. Il joue seulement 12 matchs, marquant 5 essais, avant d'être arrêté par une maladie au cœur qui l'éloigne des terrains jusqu'en 2009. Après une opération à cœur ouvert, il peut rejouer au rugby et fait une saison avec les Hurricanes en 2009 dans le Super 14. Il dispute un seul match avec les Hurricanes avant de signer avec les Crusaders en 2010 pour disputer le Super 14. En 2010, il rejoue dans le championnat NPC mais cette fois avec Canterbury. En 2011, il dispute la finale du Super 15 contre les Queensland Reds.
En mai 2017, il est sélectionné dans le groupe des Barbarians par Vern Cotter pour affronter l'Angleterre, le 28 mai à Twickenham puis l'Ulster à Belfast le 1er juin. Remplaçant lors du premier match, les Baa-Baas Britanniques s'inclinent finalement 28 à 14 face aux Anglais. Titulaire en Irlande, les Baa-Baas parviennent à s'imposer 43 à 28.
En décembre 2017, alors qu'il a rejoint depuis quelques mois le club d’Édimbourg Rugby en Pro14, il est contraint d'arrêter sa carrière à la suite de ses problèmes cardiaques. 

## Palmarès
- Champion du monde des moins de 19 ans avec l'équipe de Nouvelle-Zélande en 2007. Il est nommé meilleur joueur des moins de 19 ans par l'IRB en 2007[1].

## Statistiques

### En franchise et club
- 67 matchs de Super Rugby avec les Crusaders, 4 avec les Chiefs et un avec les Hurricanes.
- 74 matchs de NPC.